# Takahiro Yamanishi
Takahiro Yamanishi (jap. 山西 尊裕, Yamanishi Takahiro; * 2. April 1976 in Shizuoka) ist ein ehemaliger japanischer Fußballspieler.

## Karriere

### Verein
Yamanishi begann seine professionelle Fußballkarriere als Linksverteidiger bei Júbilo Iwata. 2005 wechselte er zum Ligakonkurrenten Shimizu S-Pulse, wo er im Jahr 2008 seine Karriere beendete.

### Nationalmannschaft
Mit der japanischen Nationalmannschaft qualifizierte er sich für die Junioren-Fußballweltmeisterschaft 1995.

## Errungene Titel
- J. League: 1997, 1999, 2002
- Kaiserpokal: 2003
- J. League Cup: 1998